# Amazones de Dahomey

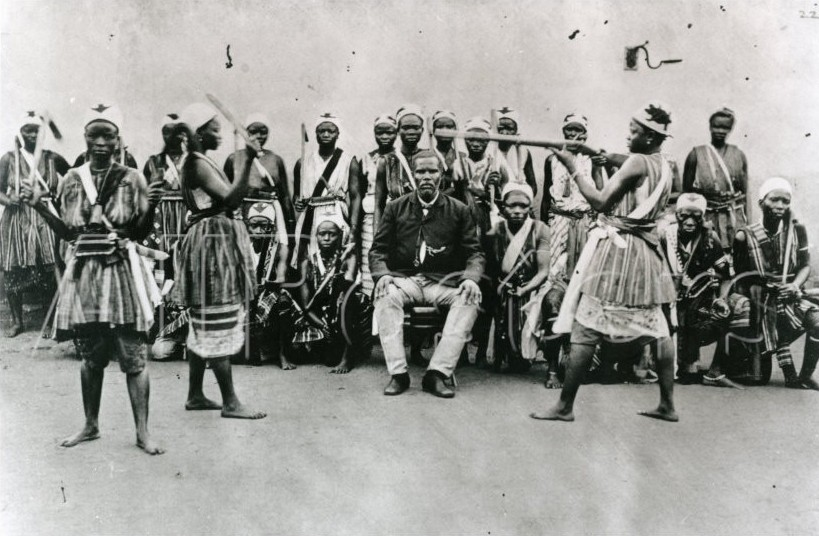
Les Amazones de Dahomey cap al 1890

Les Amazones de Dahomey (en llengua fon: Mino o Minon), va ser un regiment format per dones fon del Regne de Dahomey que va existir fins al 1904, format per dones captives o conscrites a partir dels vuit anys d'edat. Els historiadors occidentals les van anomenar així establint un paral·lelisme amb les amazones de la mitologia grega. Aquesta inusual aparició d'un regiment militar exclusivament femení va ser el resultat que la població masculina de Dahomey patís nombroses baixes en les freqüents guerres amb els estats veïns de l'Àfrica Occidental, així com que Dahomey es veiés obligat a lliurar anualment esclaus homes a l'Imperi Oyo. La manca d'homes probablement va portar el rei de Dahomey a reclutar dones per a l'exèrcit.

## Origen
El rei Houegbadja (que va governar de 1645 a 1685), el tercer rei de Dahomey, va fundar el grup que es convertiria en les Amazones com un cos de caçadores d'elefants anomenat gbeto.
La filla de Houegbadja, la reina Hangbe (que va governar de 1708 a 1711) va incorporar el cos de les amazones dins de l'exèrcit professional del regne. Segons la tradició, el seu germà i successor, el rei Agaja, les va utilitzar amb èxit contra el regne veí de Savi en 1727. L'exèrcit masculí de Dahomey es referia al grup de dones guerreres com Mino, que significa «Les nostres mares» en llegua fon. Altres fonts refuten l'afirmació que la reina Hangbe fos qui establís les unitats, hi ha qui fins i tot arriba a qüestionar si la reina Hangbe va existir realment.
Des de l'època del rei Ghezo (que va governar de 1818 a 1858), Dahomey es va tornar cada cop més militarista. Ghezo va donar una gran importància a l'exèrcit, augmentant el seu pressupost i formalitzant la seva estructura de cerimonial a militar. Mentre que els observadors europeus es refereixen a les dones soldat com a amazones, elles es deien a si mateixes ahosi («esposes del rei») o Mino.

## Reclutament

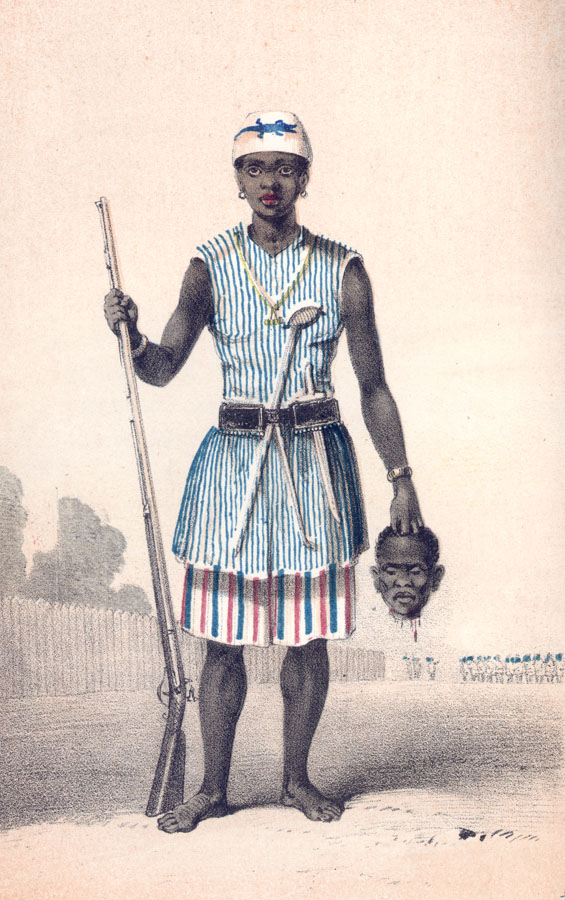
Seh-Dong-Hong-Beh, una líder amazona

Ghezo va reclutar tant homes com dones soldats d'entre els captius estrangers, encara que les dones soldats també van ser reclutades d'entre les dones lliures de Dahomey, algunes amb tan sols 8 anys d'edat. La conscripció de nenes es practicava al país almenys des del s. xviii. Criminals i dones divorciades pels seus marits també hi eren allistades. Altres relats indiquen que les Mino eren reclutades entre les ahosi que sovint es comptaven per centenars.
Segons la tradició oral de Dahomey, reportada al s. xx, a les amazones se'ls practicava la mutilació genital femenina després del seu reclutament.
La pertinença a les Mino havia de servir per a perfeccionar qualsevol tret de caràcter agressiu amb vista a la guerra. Durant la seva pertinença no se'ls permetia tenir fills ni establir cap vincle matrimonial, encara que estaven legalment casades amb el rei. El regiment tenia un estatus semisagrat, que s'entrellaçava amb la creença fon en el vodú.
Les Mino s'entrenaven amb un exercici físic intens. Aprenien habilitats de supervivència i indiferència al dolor i la mort, assaltant defenses d'acàcia en exercicis militars i executant presoners. Servir a les Mino oferia a les dones l'oportunitat d'«ascendir a llocs de comandament i influència» en un entorn estructurat per a l'apoderament individual.
Las Mino tenien un paper destacat al Gran Consell, debatent la política del regne. Des de la dècada de 1840 fins a la de 1870, quan el partit opositor es va esfondrar, van donar suport a la pau amb Abeokuta i a unes majors relacions comercials amb l'Imperi Britànic, afavorint el comerç d'oli de palma per sobre del d'esclaus.

## Combat i estructura
Les Amazones de Dahomey van ser entrenades rigorosament i dotades d'uniformes. A mitjan segle xix, sumaven entre 1.000 i 6.000 dones, aproximadament un terç de tot l'exèrcit.
Es diu que les dones soldat estaven estructurades en paral·lel amb l'exèrcit en conjunt, amb una ala central (les guardaespatlles del rei) flanquejada pels dos costats, cadascun sota comandaments diferents. Alguns documents assenyalen que cada soldat masculí tenia una guerrera homòloga. En un relat de mitjans del segle XIX d'un observador anglès, es va documentar que algunes dones tenien tres ratlles de calç al voltant de cada cama com a marca de distinció.
En l'últim període, les guerreres estaven armades amb un fusell Winchesters, pals i ganivets. Les unitats estaven sota comandament femení. Una traducció publicada el 1851 d'un cant de guerra de les dones afirma que les guerreres cantaven, «com el ferrer pren una barra de ferro i pel foc canvia la seva forma, així hem canviat la nostra naturalesa. Ja no som dones, som homes». Les dones soldat de Dahomey van lluitar en incursions d'esclaus, com s'esmenta a l'obra de no-ficció de Zora Neale Hurston Barracoon.

## Conflicte amb França
La colonització europea d'Àfrica Occidental es va accelerar durant la segona meitat del segle xix, i el 1890 el rei Béhanzin va enfrontar-se a les tropes franceses en el curs de la Primera Guerra franco-dahomea. Els observadors europeus van assenyalar que les dones «es manejaven admirablement» en el combat cos a cos, però disparaven els seus mosquets des del maluc en lloc de fer-ho des de l'espatlla.
Al final de la Segona Guerra franco-dahomea (1892-1894), unitats especials de dones van ser assignades específicament per atacar als oficials francesos. Després de diverses batalles, els francesos es van imposar i van posar fi al regne independent de Dahomea. Els soldats francesos, especialment els de la Legió estrangera francesa, van quedar impressionats per la seva audàcia i més tard van escriure sobre el seu «increïble valor i audàcia» en el combat. No obstant això, contra una unitat militar amb un armament decididament superior i una baioneta més llarga, les Amazones de Dahomey no es van poder imposar.

## Dissolució

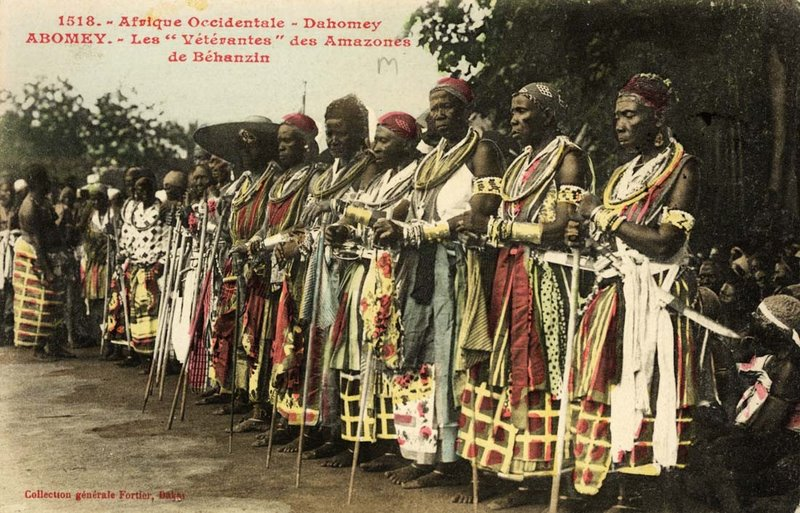
Veteranes a la reunió anual a Abomey el 1908

Les Amazones de Dahomey es van dissoldre quan el regne es va convertir en un protectorat francès. La història oral afirma que algunes amazones supervivents van romandre en secret a Abomey, on van assassinar discretament diversos oficials francesos. Altres relats afirmen que les dones es van comprometre a protegir Agoli-agbo, el germà de Béhanzin, fent-se passar per les seves esposes per a vigilar-ho.
Segons un historiador que va rastrejar les vides de gairebé dues dotzenes d'examazones, totes les dones van mostrar dificultats per adaptar-se a la vida com a guerreres retirades, sovint lluitant per trobar nous rols a les seves comunitats que els donessin un sentit d'orgull comparable al de les seves vides anteriors. Moltes mostraven una tendència a iniciar baralles o discussions que espantaven els veïns i familiars.
Entre 1934 i 1942, diversos viatgers anglesos van registrar trobades amb examazones, llavors àvies que filaven cotó o treballaven als patis. Es creu que un nombre desconegut de dones es va entrenar amb les Amazones de Dahomey després que es dissolguessin, continuant així la tradició. Mai no van entrar en combat. El 2019, Lupita Nyong'o en va entrevistar una que encara era viva.

### Nawi, l'última amazona
Es creu que l'última supervivent de les Amazones de Dahomey va ser una dona anomenada Nawi. En una entrevista realitzada el 1978 al poble de Kinta, un historiador beninès va conèixer Nawi, que afirmava haver lluitat contra els francesos el 1892. Nawi va morir el novembre de 1979, amb més de 100 anys.
El 2018 es va anunciar l'adquisició dels drets d'un llargmetratge titulat The Woman King, inspirat en les Amazones de Dahomey, protagonitzat per Viola Davis i Lupita Nyong'o, i que descriu la història de Nanisca (Davis), general de les amazones, i la seva filla Nawi (Nyong'o). El 2018 Lupita Nyong'o va realitzar el documental Warrior Women with Lupita Nyong'o, el qual segueix l'actriu en la seva recerca per conèixer els darrers descendents de les famoses amazones guerreres, així com els seus testimonis i espais.

## En la cultura popular
Les Amazones de Dahomey van ser representades en la pel·lícula de 1987 Cobra Verde del director alemany Werner Herzog. Les guerreres també són el focus principal a l'obra de teatre de Layon Gray Esparta Negra.
Les Dora Milatge, guerreres i guardaespatlles del personatge de Marvel Comics Black Panther, estan parcialment basades en les Amazones de Dahomey. A Age of Empires II: The Age of Kings des de la seva expansió «African Kingdoms» hi ha una unitat femenina anomenada gbeto que està inspirada en les Amazones de Dahomey.